# Wolfgang Hilbig
Wolfgang Hilbig, född den  31 augusti 1941 i Meuselwitz, död den 2 juni 2007 i Berlin, var en tysk författare. Han räknas till de viktigaste författarna från det forna DDR. Han erhöll 2002 Tyskland största litteraturpris, Georg Büchner-priset.

## Liv och verksamhet
Hilbig växte upp i ett brunkolsdistrikt i Thüringen och bodde fram till sitt fyrtionde levnadsår i en liten lägenhet tillsammans med sin mor och sin morfar. Fadern Max Hilbig var soldat och rapporterades försvunnen 1943 efter en drabbning utanför Stalingrad. Efter åtta års skolgång i hemstaden Meuselwitz utbildade sig Hilbig till arborrare/fräsare och efter avslutad värnplikt arbetade han som verktygstillverkare, koleldare, montör och gruvarbetare vid brunkolsdagbrotten i Meuselwitz. Under sin ungdomstid tränade han både boxning och gymnastik.
Hilbig blev kvar i industrin fram till 1980 då han blev författare på heltid. Han debuterade som poet i Västtyskland 1978 med diktsamlingen "abwesenheit".  Efter publiceringen häktades av Hilbig myndigheterna i DDR för påstådd flaggbränning; häktningen var direkt kopplad till publiceringen av debutboken i Västtyskland. Hilbig flyttade mycket snart till Östberlin, där han under 1980-talet skrev ett flertal dikter, noveller och kortromaner. 1989 utkom så den första romanen, Eine Übertragung, som belönades med  Ingeborg Bachmanns pris. Sitt publika genombrott fick han med romanen "Ich" från 1993. En mörk och dyster historia om en ung man med författardrömmar som i egenskap av informell medarbetare åt säkerhetstjänsten, Stasi, beger sig till Berlin för att skugga en annan författare. Boken finns översatt till flera språk, däribland spanska och danska. 
1985 beviljades Hilbig ett resevisum för att lämna DDR för Västtyskland och hamnade i en svår period av alkoholism, skrivkramp och vanmakt, vilken han ingående skildrat i sin sista roman från 2000, Das Provisorium.
Från och med början på 1990-talet bodde Hilbig i Berlin, där han hade en dotter. Mellan 1994 och 2002 var han gift med författaren Natascha Wodin. Deras förhållande beskrivs dels i ovannämnda roman, Das Provisorium, dels i hennes 2009 utkomna Nachtgeschwister. 
Hilbig har haft stort inflytande på en senare generations författare från det forna DDR, som Lutz Seiler, Ingo Schulze och Clemens Meyer. Den ungerske författaren László Krasznahorkai har beskrivit Hilbig som en stor litterär förebild.
Den 2 juni 2007 avled Hilbig i cancer och efter flera år av alkoholmissbruk. Han ligger begravd på Dorotheenstädischer Friedhof i Berlin.

## Verk i urval
Om inget annat anges är respektive verk utgivet på S. Fischer Verlag.

### Lyrik
- "Abwesenheit. Gedichte", 1979, ISBN 3-596-22308-3.
- "Die Versprengung. Gedichte", 1986, ISBN 3-596-22350-4.
- "Bilder vom Erzählen. Mit Radierungen von Horst Hussel", 2001, ISBN 3-10-033625-9.
- "Gedichte: Band 1", (Samlade verk), 2008, ISBN 978-3-10-033641-5.

### Romaner och prosa
- "Unterm Neomond. Erzählungen", 1982, ISBN 3-596-22322-9.
- "Der Brief. Drei Erzählungen", 1985, ISBN 3-596-22342-3.
- "Die Territorien der Seele. Fünf Prosastücke", Friedenauer Presse, Berlin 1986, ISBN 3-921592-31-3.
- "Die Weiber", 1987, ISBN 3-596-22355-5.
- "Eine Übertragung. Roman", 1989, ISBN 3-10-033604-6.
- "Über den Tonfall. Drei Prosastücke" Friedenauer Presse, Berlin 1990, ISBN 3-921592-56-9
- "Die Angst vor Beethoven. Erzählung", 1990, ISBN 3-10-033607-0.
- "Alte Abdeckerei. Erzählung", 1990, ISBN 3-10-033608-9.
- "Die Kunde von den Bäumen. Mit Lithografien von Olaf Nicolai", Sisyphos-Presse, Berlin 1992, ISBN 3-928660-07-1.
- "Grünes grünes Grab. Erzählungen", 1993, ISBN 3-10-033616-X.
- "Ich. Roman", 1993, ISBN 3-10-033617-8.
- "Die Arbeit an den Öfen", Friedenauer Presse, Berlin 1994, ISBN 3-921592-85-2.
- "Das Provisorium. Roman", 2000, ISBN 3-10-033623-2. [10][11].
- "Der Schlaf der Gerechten. Erzählungen", 2002, ISBN 3-10-033624-0. [12]

### Verk i svensk översättning
- "Provisoriet". I översättning och med efterord av Ludvig Berggren. Bokförlaget Ruin, 2019.

## Priser och utmärkelser
- Georg Büchner-priset 2002